# Néstor Martinena
Néstor Gabriel Martinena (Necochea, 22 gennaio 1987) è un ex calciatore argentino, di ruolo attaccante.